# 福岡市立片江中学校
福岡市立片江中学校（ふくおかしりつかたえちゅうがっこう）は、福岡県福岡市城南区にある公立中学校。
通称「片江中学校」「片中」。

## 校訓
「自主」「協力」「奉仕」

## 沿革
- 1985年（昭和60年）4月 - 福岡市立片江中学校 開校
- 1991年（平成03年）5月 - 福岡市教育委員会道徳教育研究指定校
- 1992年（平成04年）5月 - 文部省道徳教育研究指定校
- 1993年（平成05年）10月 - 文部省・福岡市教育委員会指定 道徳教育研究発表会
- 1994年（平成06年）11月 - 開校10周年記念式典
- 2004年（平成16年）11月 - 開校20周年記念式典
- 2007年（平成19年）09月 - 福岡市教育委員会研究指定校発表
- 2014年（平成26年）11月 - 開校30周年記念式典
- 2019年（令和元年）9月 - 福岡市教育センター校内研究事業発表会

## 部活動
運動部
- 野球部
- サッカー部
- 陸上部（男女）
- 女子ソフトテニス部
- 男子バスケットボール部
- 女子バスケットボール部
- 女子バレー部
- 剣道部（男女）

文化部
- 吹奏楽部
- 美術部
- 放送部